# 39e division d'infanterie (Inde)
Pour les articles homonymes, voir 39e division.
La 39e division d'infanterie indienne (à l'origine la 1re division birmane) est une division d'infanterie indienne de l'armée britannique qui a combattu pendant la campagne de Birmanie pendant la Seconde Guerre mondiale, avant de devenir une division entraînement en juin 1943 après l'offensive échouée d'Arakan. Elle fut notamment commandée par le général Walter Lentaigne.